# Болсвард
Бо́лсвард (нидерл. Bolsward МФА: [ˈbɔɫsʋɑrt]о файле, з.-фриз. Boalsert) — город в общине Юго-Западная Фрисландия провинции Фрисландия на севере Нидерландов. Является одним из так называемых Одиннадцати фризских городов. В городе проживает около 10 тысяч человек.

## История
Первое упоминание о его основании уходит в седьмой век, средневековый город, известный как богатый центр текстильной промышленности. В Средние века Болсвард принадлежал к Ганзейскому союзу и, вследствие своего богатства, неоднократно подвергался осадам и грабежам.
На начало XX века город вёл значительную торговлю (особенно маслом и сыром), а также был известен своими кирпичными и гончарными заводами.

## Достопримечательности
Одним из главных украшений города Болсвард является готическая церковь Мартенса второй половины XV века, с гробницами фризских графов и родившегося здесь фризского народного поэта Гисберта Япикса, который умер в 1666 году.
В городе родился Тит Брандсма.

## Галерея
|  |  |